# Wilhelm I. (Bayern)

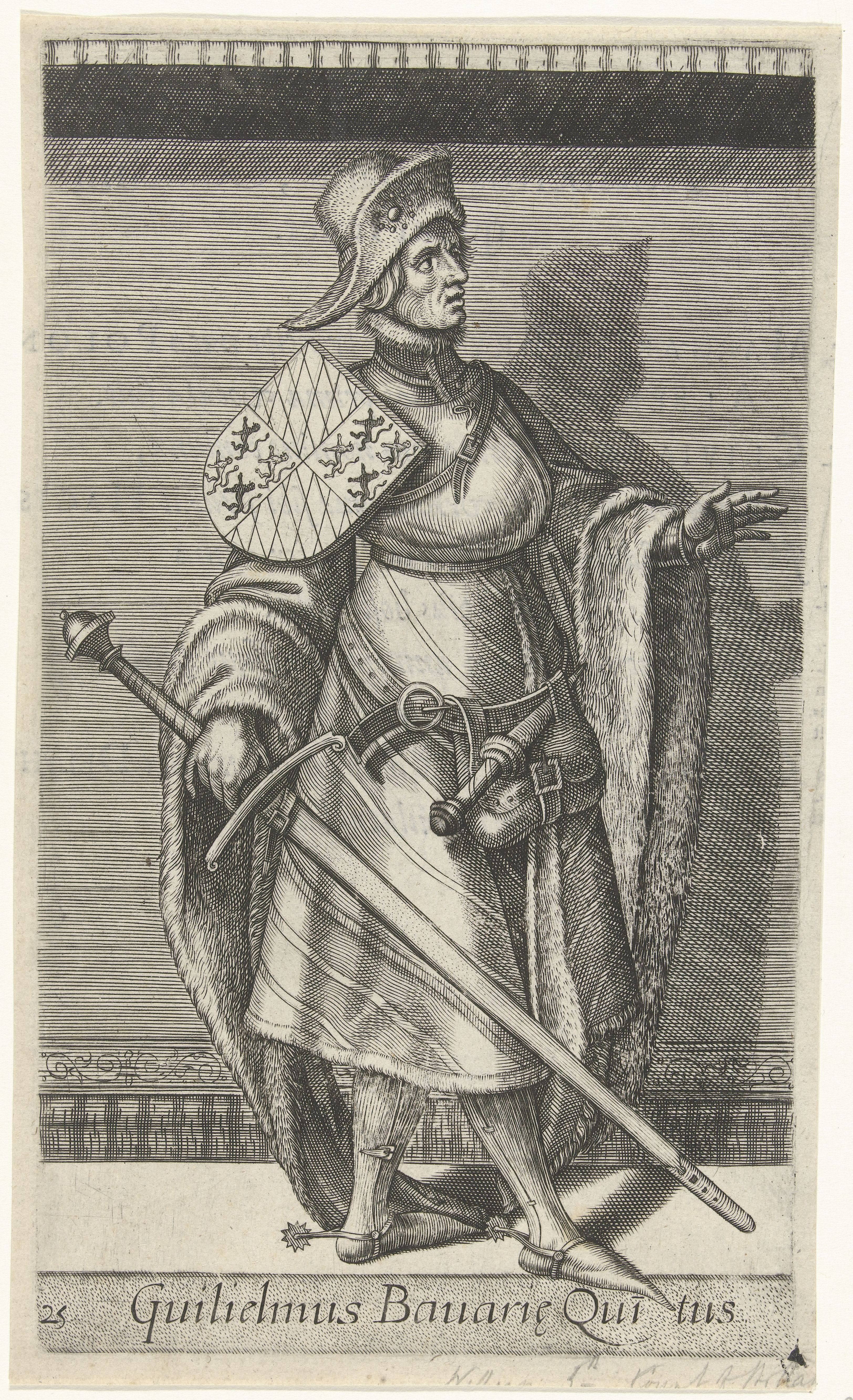
Wilhelm I.

Wilhelm I. von Bayern (* 12. Mai 1330 in Frankfurt am Main; † April 1389 in Le Quesnoy) war Herzog von Bayern-Straubing, als Wilhelm V. Graf von Holland und Zeeland und als Wilhelm III. Graf des Hennegaus. Er war ein Sohn Kaiser Ludwigs IV. des Bayern und seiner zweiten Ehefrau Margarethe von Holland.

## Zeitgeschichtlicher Hintergrund
Mit Wilhelms Vater Ludwig IV. stellten die Wittelsbacher 1314 erstmals den römisch-deutschen König. Ludwig, der sich erst nach langem Ringen gegen seinen Konkurrenten Friedrich den Schönen aus dem Hause Habsburg durchgesetzt hatte, baute die Hausmacht seiner Familie planvoll aus: Zusätzlich zu den angestammten Besitzungen in Bayern und der Pfalz erwarb er Brandenburg und Tirol sowie Holland, Seeland und den Hennegau. Nach seinem Tod 1347 fielen diese Gebiete an seine sechs Söhne Ludwig den Brandenburger, Stephan II., Ludwig den Römer, Wilhelm, Albrecht I. und Otto V.
Das Todesjahr Ludwigs IV., 1347, stellt einen Einschnitt in der Geschichte Europas dar. Der Schwarze Tod, eine Pestepidemie ungeahnten Ausmaßes, verbreitete sich auf dem ganzen Kontinent. Zu den verheerenden ökonomischen und demografischen Auswirkungen der Pest traten der 1337 ausgebrochene Hundertjährige Krieg zwischen England und Frankreich. Auch der Einfluss der Kirche, die sich 1378 im Avignonesischen Schisma für vier Jahrzehnte spaltete, ging zurück. Wegen dieser Entwicklungen spricht man für die Zeit, in die Wilhelm geboren wurde, auch von der Krise des Spätmittelalters.

## Leben

Wappen Wilhelms

### Frühe Jahre und Herrschaftsbeginn
Wilhelm wurde 1330 als zweiter gemeinsamer Sohn Ludwigs IV. und seiner zweiten Ehefrau Margarethe von Holland geboren. 1345 war die Familie der Mutter im Mannesstamm ausgestorben, so dass nun sie mit den Grafschaften belehnt wurde. Am 7. September 1346 ordnete Ludwig der Bayer an, dass Margarethes zweiter Sohn Wilhelm seiner Mutter im Fall von deren Ableben nachfolgen solle, und dass nach Wilhelm, falls er kinderlos stürbe, Margarethes dritter Sohn Albrecht an die Reihe käme. Dafür verzichtete Ludwig der Römer als ältester Sohn Margarethes auf das niederländische Erbe.
Ludwig IV. starb im Oktober 1347 und zunächst setzten Wilhelm und seine Brüder die Reichspolitik ihres Vaters fort. Erst im Februar 1350 erkannten auch die Wittelsbacher Karl IV. als neuen König an und verpflichteten sich ihm die Reichskleinodien auszuliefern.
Von 1347 bis 1349 regierte Wilhelm die wittelsbachischen Besitzungen in Bayern und anderswo gemeinsam mit seinen fünf Brüdern. Nach der ersten Teilung der wittelsbachischen Lande im Landsberger Vertrag 1349 erhielt er zusammen mit Stephan II. und Albrecht I. Niederbayern. Seit der nächsten Teilung im Regensburger Vertrag 1353 regierte Wilhelm mit Albrecht I. das Teilherzogtum Straubing-Holland, das aus dem Straubinger Ländchen in Niederbayern, Holland, Seeland, dem Hennegau und Friesland bestand. Wilhelm verwaltete die Grafschaften im Norden, während sein jüngerer Bruder Albrecht zunächst in Straubing blieb. Margarethe hatte ihrem Sohn Wilhelm bereits am 5. Januar 1348 die Regierung der Grafschaften Holland und Zeeland sowie der Herrschaft Friesland übergeben.

### Haken-und-Kabeljau-Krieg
Wilhelm musste in den ihm unterstellten Gebieten gegen aufständische Untertanen und den Bischof von Utrecht kämpfen, mit dem er einen Waffenstillstand schloss. Anfang 1350 kam es zu einem tiefgreifenden und anhaltenden Zwist zwischen ihm und seiner Mutter, da die von Margarethe beanspruchten Einkünfte aus den von ihrem Sohn regierten Territorien nicht in dem von ihr gewünschten Ausmaß eintrafen. Daher verbündete sich Wilhelm am 25. Mai 1350 mit der gegen die Politik der Kaiserwitwe eingestellten Partei der Kabeljauwen, deren Basis zahlreiche Städte wie Dordrecht, Delft, Leiden, Haarlem, Amsterdam, Alkmaar, Rotterdam und Vlaardingen bildeten. Angeführt wurden die Kabeljauwen von einigen Adligen wie Jan IV. van Arkel, Jan I. van Egmond und Gerard III. van Heemskerk. Die Gegenpartei der Hoeken (Angelhaken), zu der zahlreiche Adlige wie Willem van Duivenvoorde, Jan II. van Polanen und Dirk III. van Brederode gehörten, unterstützte hingegen Margarethe. 1350 wollten die holländischen Adligen, dass Gräfin Margarethe nach Holland zurückkehrte.
Wegen des Bündnisses ihres Sohnes mit den Kabeljauwen verlangte Margarethe am 27. Mai 1350, wieder selbst die Regierung über Holland und Zeeland zu übernehmen. Wilhelm gab scheinbar nach; er verzichtete am 27. September 1350 auf einer Ständeversammlung in Geertruidenberg auf die Herrschaft über die ihm übertragenen Lehen und entband seine Anhänger von dem ihm geschworenen Eid. Stattdessen begnügte er sich damit, der Erbe der von Margarethe verwalteten Länder zu sein. Doch offenbar kam er seiner Zusage nicht nach, woraufhin es zu kriegerischen Auseinandersetzungen zwischen Margarethes Gefolgsleuten und der Partei ihres Sohns kam. Damit begann der Haken-und-Kabeljau-Krieg, der einige Zeit nach der Einigung zwischen Margarethe und Wilhelm (1354) wieder ausbrach und sich letztlich mit Unterbrechungen bis 1490 hinziehen sollte.
Zwar bot Margarethe ihrem Sohn zunächst zur Vermeidung der Fortführung des Konflikts am 20. Januar 1351 an, ihm die Verwaltung Zeelands gegen eine jährliche Zahlung von 2000 Gulden zu überlassen, doch führte diese Konzession zu keiner Einigung. Mangels Quellenangaben lässt sich nicht feststellen, wie sich das persönliche Verhältnis zwischen der Kaiserwitwe und ihrem Sohn infolge des politischen Zwists entwickelte. Laut dem Chronisten Johann von Beke sei Margarethe äußerst wütend gewesen. Wilhelm habe ihr hingegen anderen Gewährsmännern zufolge weiterhin Achtung entgegengebracht. Als er von der vermeintlichen Bemerkung seiner Mutter erfahren habe, dass sie ihn zerstückeln ließe, wenn sie seiner habhaft würde, soll er gelobt haben, im umgekehrten Fall ein ganz anderes Benehmen an den Tag zu legen und sie geziemend zu behandeln.
Im Kampf gegen Wilhelm hatte Margarethe inzwischen von ihrem ältesten Sohn, Ludwig dem Römer, Unterstützung erhalten. Sie konnte ferner die meisten Adligen Zeelands für sich gewinnen und bestätigte den Bürgern Dordrechts, um sie auf ihre Seite zu ziehen, am 17. März 1351 das Stapelrecht. Anfangs stand auch König Eduard III. auf ihrer Seite. Zur Beruhigung des französischen Königs Johann II. erklärte sie aber am 6. Mai 1351, dass sie kein gegen ihn gerichtetes Bündnis mit England geschlossen habe. Zwar gewann die Flotte der Hoeken mit englischer Unterstützung am 10. Juni 1351 eine kleine Seeschlacht bei Veere gegen Wilhelms Anhänger, doch errangen dann die Kabeljauwen am 4. Juli 1351 bei einem Seegefecht vor der Küste bei ’s-Gravenzande einen entscheidenden Sieg über die Hoeken und deren englische und hennegauische Hilfstruppen. Der Anführer der englischen Verstärkungen fand dabei den Tod, und ebenso erging es mehreren Adligen der Partei Margarethes wie u. a. Constijn van Renesse, während andere wie Dirk III van Brederode in Gefangenschaft gerieten. Innerhalb eines Jahres nahm Wilhelm im Bund mit den Kabeljauwen auch 17 feste Plätze seiner Gegner ein oder nötigte sie zur Kapitulation.
Im September 1351 begab sich Wilhelms Mutter Margarethe nach London, um Eduard III. um neue Unterstützung gegen ihren Sohn zu ersuchen. Der englische König wollte in dem Konflikt angeblich als Vermittler wirken und ordnete am 6. November 1351 an, dass drei in der Grafschaft Holland gelegene feste Plätze, die noch von den Hoeken gehalten wurden, nicht länger belagert werden sollten, sondern seinen beiden Vertrauten William Stury und William Burton zu übergeben seien. Doch offenbar hatte Eduard III. damals schon die Seiten gewechselt und suchte Margarethes Sohn Wilhelm durch dessen 1352 erfolgte Verheiratung mit Maud of Lancaster (Matilda Plantagenet) an sich zu binden. Somit war Margarethe nun endgültig im Kampf gegen ihren Sohn unterlegen. Über 500 bedeutenden Adligen von der Partei der Hoeken blieb nur die Möglichkeit, sich ins Exil in Nachbarländer zu begeben.

### Friedensschluss und Alleinregierung der Grafschaften
1353/54 unternahm Wilhelm eine Preußenfahrt. Die Kontroverse zwischen Margarethe und Wilhelm wurde erst durch die Vermittlungsbemühungen ihres Onkels Johann von Hennegau und ihres Vetters Walram von Luxemburg, Herr von Ligny, offiziell beendet. Am 7. Dezember 1354 versammelten sich in Mons außer Mutter und Sohn mehrere Geistliche und Adlige aus dem Hennegau sowie den Seegrafschafen, woraufhin die Versöhnung zwischen den beiden Konfliktparteien beglaubigt wurde. Margarethe war verpflichtet, Wilhelm zu verzeihen, doch musste der Sohn erst um diesen Gunsterweis nachsuchen. Ferner akzeptierte Margarethe die souveräne Herrschaft ihres Sohns über Holland, Zeeland und Friesland, wofür Wilhelm Margarethes Besitz des Hennegaus anerkannte und auch zusagte, seiner Mutter eine einmalige Abfindung von 40.000 Gulden und eine jährliche Rente von 7000 Gulden zu zahlen. Nach dem Ableben Margarethes sollte er im Hennegau ihre Nachfolge antreten.
Wilhelm hatte mit Maud of Lancaster eine Tochter, die noch im Kindesalter starb. Er hatte auch zwei illegitime Kinder, einen Sohn Wilhelm und mit Catharina Gerrit Busendr eine Tochter Elisabeth, die beide das Erwachsenenalter erreichten und heirateten.
Im Juni 1356 starb Wilhelms Mutter Margarethe und er folgte ihr nun auch im Hennegau nach und begann sogleich diesen Landesteil gegen das benachbarte Herzogtum Brabant abzusichern, wobei er sich zunächst aus dem Konflikt zwischen Brabant und Flandern herausgehalten hatte. Im Juni 1357 vermittelte er im Brabanter Erbfolgekrieg den für Brabant nachteiligen Frieden von Ath. Zudem gewann Wilhelm dadurch Heusden für Holland.

### Krankheit und Tod
Im Herbst 1357 unternahm Wilhelm eine Reise nach England; kurz nach seiner Rückkehr zeigte er unverkennbare und vor der Öffentlichkeit nicht zu verbergende Symptome einer schweren Geisteskrankheit. Wilhelm hatte unter anderem schon zuvor im Wahn Gerard van Wateringe, einen seiner Ritter getötet. Als sich die Geisteskrankheit, die die Folge eines Gehirnschlages gewesen sein könnte, nun nicht als vorübergehend erwies, baten seine Frau und die Stände auf Betreiben der Hoeken Wilhelms Bruder Albrecht die Kontrolle über die drei Grafschaften als Regent zu übernehmen. Im Februar 1358 kam Herzog Albrecht nach Holland und am 7. März 1358 nahm er die Regentschaft an. Seither galt Wilhelm als regierungsunfähig,  weshalb Albrecht für ihn dauerhaft die Regierungsgewalt übernahm. In Holland ist Wilhelm daher unter dem Beinamen „de dolle hertog“ bekannt.
Zuerst kam Wilhelm gegen seinen Willen in Den Haag, dann 1358 in der Burg von Ath und im folgenden Jahr in der Burg von Le Quesnoy in Gewahrsam, wo ihm ein Flügel, der einen umzäunten Garten überragte, reserviert wurde. 1361 ging seine Frau, die mittlerweile in Streit mit Albrecht lag, nach England, um dort ihr Erbe anzutreten, wo sie im Folgejahr starb. Durch das Lancaster-Erbe war Wilhelm trotz seiner Krankheit 1361–62 Earl of Leicester per Iure uxoris.
Wilhelm starb erst im April 1389 in Le Quesnoy und wurde wie seine Mutter in der Minoritenkirche in Valenciennes beigesetzt. Erst nach Wilhelms Tod nahm Albrecht den Grafentitel an, zuvor wurde er als „Ruwaard“ („Ruhewahrer“/Regent) bezeichnet.